# Teorija psihoseksualnog razvoja
Teorija psihoseksualnog razvoja jedan je od psihoanalitičkih koncepata u razvoju ličnosti Sigmunda Frojda, po kome je on smatrao da se ličnost formira najkasnije do sedme godine života. I da libido, kao seksualna energija, dovodi do detetovog interesa za određene delove tela, izazivajući prijatan osećaj prilikom stimulacije tih delova. U skladu s ovim razmatranjem, Frojd je predložio sledeće faze u psihoseksualnom razvoju: oralnu, analnu, falusnu, fazu latencije i genitalnu fazu. Navedene faze se javljaju navedenim redosledom, izuzev ukoliko je došlo do fiksacije pojedinca u određenoj fazi, kada se može razviti specifičan tip ličnosti (odnosno, karaktera).

## Psihoseksualni razvoj
Teorija Sigmunda Frojda je prilično složena, pa iako su njegovi tekstovi o psihoseksualnom razvoju postavili temelje kako su se razvile naše ličnosti, to je samo jedan od pet delova njegove celokupne teorije ličnosti, jer je on takođe verovao da se u ovim fazama razvijaju različite pokretačke sile koje igraju važnu ulogu u tome kako ćemo mi da komuniciramo sa svetom.
Uloga id-a u detinjstvu deteta
Frojd je bio među prvim psiholozima koji je tvrdio da u čovekovom razvoju detinjstvo igra ključnu ulogu, i navodi „Dete je otac čoveka“. On je smatrao da su događanja u detinjstvu krucijalna za kasniji psihoseksualni razvoj, jer oblikuju naše ličnosti i ponašanje odraslih, pogotovo u prvih pet-šest godina, kada imaju presudnu ulogu u oblikovanju odrasle ličnosti.
Prema Frojdu, rođeni smo s našim id-om. Id je važan deo naše ličnosti, jer novorođenčetu omogućava da zadovolji osnovne potrebe. Frojd je verovao da je id zasnovan na našem principu zadovoljstva. Drugim rečima, id želi da se u to doba oseća dobro, bez obzira na stvarnost situacije. Kada je dete gladno, id želi hranu, pa ono plače. Kada se dete oseća neprijatno, ima bolove, previše mu je vruće, suviše hladno ili samo želi pažnju, „id govori” dok se ne ispune njegove potrebe.
Id ne brine o stvarnosti, i o potrebama bilo koga drugog, već samo o sopstvenom zadovoljstvu. Ako razmislite o tome pažljivije, bebe nisu realno gledano pažljive prema željama njihovih roditelja. Ne brinu se o vremenu, da li njihovi roditelji spavaju, odmaraju, jedu večeru ili se kupaju. Kad Id nešto želi, ništa drugo nije važno.
Ego i Superego - kao drugi deo ličnosti
U naredne tri godine, dok dete sve više interaguje sa svetom, počinje da se razvija drugi deo ličnosti. Frojd je nazvao ovaj deo Ego. Ego se zasniva na principu stvarnosti. Ego shvata da drugi ljudi imaju potrebe i želje, a ponekad mogu biti impulsivni ili sebični prema drugima. U tom procesu detetov ego zadovoljava potrebe id-a, uzimajući u obzir stvarnost situacije.
Do pete godina starosti ili na kraju falusne faze razvoja, razvija Superego. Superego je moralni deo nas i razvija se usled moralnih i etičkih ograničenja postavljenih od strane naših negovatelja. Mnogi izjednačavaju superego sa savešću jer diktira naše uverenje o ispravnom i pogrešnom.
U zdravoj osobi, prema Frojdu, ego je najjači tako da može zadovoljiti potrebe id-a, ne uznemiravati superego, i ipak uzeti u obzir stvarnost svake situacije. Nije lak posao na bilo koji način, ali ako id postane previše jak, impulsi i samovoljno zadovoljstvo preuzmu život osobe. Ako superego postane jak, osoba bi bila vođena strogim moralnim normama, ili bi se osudila i ne bi bila u njegovoj ili njenoj interakciji sa svetom.
Promenljivost seksualnog instinkta
Pored toga, Frojd je smatrao da je seksualni instinkt promenljiv kod neke osobe od njenog rođenja i da na presudan način oblikuje celokupni psihički razvoj. U skladu sa tim, Frojdova objašnjenja razvoja ličnosti uglavnom su bila usresređena na seksualne teme, jer je smatrao da seksualni razvoj svake osobe tokom razvoja prolazi kroz nekoliko razvojnih faza, koja se odlikuje određenom erogenom zonom. Pošto svaka od faza u značajnoj meri utiče na funkcionisanje odrasle osobe, one su nazvane psihoseksualne faze razvoja.

Za Frojda, svaki diskontinuitet u psihoseksualnom razvoju je štetan jer po njegovom verovanju svako od nas mora proći kroz niz faza tokom detinjstva, i da ako ne budemo imali odgovarajuću negu i roditeljstvo tokom tih etapa razvoja, možemo se zaglaviti ili fiksirati na toj sceni. Prema Frojdovim rečima, 
Zahtevi za zadovoljstvom dece (kojima upravlja id) fokusiraju se na drugu oblast tela, nazvanu erogena zona, u svakoj od pet faza razvoja: oralni, analni, falusni, latentni i genitalni.
Seksualni infantilizam
U nastojanju da zadovolji libida (seksualni nagon), dete može doživeti neuspeh (roditeljsko i društveno neodobravanje) i time može povezati anksioznost sa datom erogenom zonom. Da bi se izbeglo anksioznost, dete postaje fiksirano, preokupirano psihološkim temama vezanim za dotičnu erogenu zonu, koja se nastavlja i u odrasloj dobi, i uvlači ličnost i psihopatologiju muškarca ili žene, u neurozu, histeriju, poremećaj ličnosti i tako dalje.

### Psihoseksualne faze razvoja
U svom kapitalnom delu Psihoanaliza Frojd je predložio sledećih pet faza u psihoseksualnom razvoju: oralnu, analnu, falusnu, fazu latencije i genitalnu fazu.
Ovim fazama prethodi nulta faza — u kojoj je kada se dete rodi libido raspoređen po celom telu.
| Faza      | Godine starosti      | Erogene zone                      | Posledice psihološke fiksacije |
| --------- | -------------------- | --------------------------------- | --- |
| Nulta     | U momentu rođenja    | Celo telo                         | Kada se dete rodi libido je raspoređen po celom telu |
| Oralna    | Od rođenja –1 godine | Usta                              | Oralna nestrpljivost — žvakanje gume za žvakanje, krajeva olovaka, itd. Oralne aktivnosti — pušenje, jedenje, poljupci, oralni seks. Fiksiranje oralne faze može dovesti do razvoja pasivne, lakoverne, nezrele, manipulativne ličnosti. |
| Analna    | 1–3 godina           | Pražnjenje creva i mokraćne bšike | Analni retencionalnost — opsesivno organizovan, ili preterano uredan Analno eksplozivan — nemaran, bezobziran, prkosan, neorganizovan, koprofiličan                                                                                      |
| Falusna   | 3–6 godina           | Genitalije                        | Edipov kompleks (kod dečaka i devojčica); prema Sigmundu Frojdu. Elektrin kompleks (kod devojčica); prema Karl Jungu. |
| Latentna  | 6–pubertet           | Neaktivna seksualna osećanja      | U ovoj fazi se dešava seksualno neispunjenje ako se odvija fiksacija. |
| Genitalna | puberet–smrt         | Seksualni interesi su zreli       | Frigidnost, impotencija, nezadovoljavajući odnosi |

### Oralna faza
U oralnoj fazi psihoseksualnog razvoja, koja traje od rođenje do prve godina života, libidinalna energija se nalazi u predelu usta, odnosno usana i jezika, i zadovoljstvo doživljava sisanjem, cuclanjem i hranjenjem. U tom smislu ova faza psihoseksualnog razvoja može se podeliti i na dve podfaze:
- podfazu sisanja i
- podfazu griženja.

U ovoj fazi života deteta majka može različito da se ponaša. Može više ili manje da zadovoljava detetove potrebe, i od toga zavisi da li će kod deteta doći do fiksacije libida u oralnoj fazi ili ne. Ako je sve u redu fiksacije nema, ali ako postoji frustracija onda dolazi do fiksacije, koja je praćena odgovarajućim osobinama ličnosti. Osobe koje su na neki način bile lišene zadovoljstva ili su preterale se zadovoljstvom u ovoj fazi, mogu razviti osobine kao što su:
- pasivnost,
- lakovernost,
- bezrazložni pesimizam – stalno je zabrinuta za svoje zdravlje
- bezrazložni optimizam
- optimizam/pesimizam
- nesamostalnost – očekuje da prima od drugih
- zavisnost — preterano se oslanja na druge, zavisno od mišljenja drugih,

Ovi pojedinci, kad odrastu vole piti iz flaše, skloni su alkoholizmu, narkomaniji, pušenju, ili mogu upražnjavati oralni seks.

### Analna faza
U analnoj fazi psihoseksualnog razvoja, koja traje od prve ili druge do 3 godine života, libido se seli sa zone oko usta i usresređen je na analni otvor i povezan je sa treningom toaleta ili toalet treningom. Naime u ovoj fazi dete može doživljavati zadovoljstvo prilikom pražnjenja creva (defekacijom).
Glavne frustracije i fiksacije proističu iz neadekvatnog toalet treninga. Kako, ova detetova potreba za zadovoljenjem može biti osujećena preranim navikavanjem na nošu, kod njega se javlja određena vrsta otpora.
Ako se dete uči pre nego što je ono spremno dolazi do fiksacije i kao posledica se javlja Analni karakter ličnosti sa ovim karakternim osobinama:
- odlaganje zadataka,
- škrtost — štedljivost,
- urednost,
- preterana čistoća,
- perfekcionizam ili preteranu pedantnost – neprestano usisava stan i briše prašinu...
- tvrdoglavost – tvrdi da su njegovi postupci jedini ispravni
- tačnost — uvek stižu na vreme
- kolekcionisanje stvari — razne sakupljačke delatnosti
- preferiranje — masnim vicevima (šale sa seksualnim i agresivnim sadržajima)

Težnja ka savršenosti, nepristojnost i neurednosti, kao i u slučaju oralnog karaktera, i u ovoj fazi javlja se dihotomiju osobina, pa tako: jedna grupa može imati manifestne karakteristike, a njihove suprotnosti latentne ili se može desiti da je ovakva osoba u nekim situacijama i oblastima života — pedantna, pristojna i odgovorna, dok druga grupa može biti aljkava, neotesana i nesavesna.

### Falusna faza
Falusna faza koja traje od treće do šeste ili sedme godine života , predstavlja proces uravnotežavanja libida na područje polnih organa. Deca stara između tri i šest godina mogu doživljavati zadovoljenje dodirujući i igrajući se svojim polnim organima. Pa se tako na početku ove faze libido seli na seksualne organe. Ali tu je još uvek narcistički prirod (sam sebe zadovoljava). Do zadovoljstva se dolazi masturbacijama, ali to društvo ne prihvata i može da dođe do fiksacije.
Pri kraju ova faze libido se premešta sa sebe na druge. Libido se premešta na roditelja suprotnog pola. Muško dete se zaljubljuje u majku a žensko u oca, ali otac ima majku i majka ima oca. Muškom detetu tako postaje otac rival, a ženskom detetu majka. To je početak Edipalne faze kod dečaka ili Elerktrine faze kod devojčica
Edipov kompleks kod dečaka, se odnosi na dečakovu preferenciju majke i percipirani rivalitet s ocem. Naime pod uticajem Edipovog kompleksa dečak se, na neki način, nadmeće sa ocem, kako bi osvojio sopstvenu majku. Edipov kompleks se rešava sublimacijom (pretvaranje neprihvatljive ljubavi u prijateljsku ljubav) i identifikacijom (sa roditeljem istog pola).
Elektrin kompleks kod devojčica, odnosi se na to što se devojčica takmiči sa svojom majkom, kako bi pridobila oca za sebe
Ovaj period u psihoseksualnom razvoju praćen je strahom od kastracije (kod dečaka) i strahom od separacije (kod devojčica).
U tom smislu uspešno razrešenje Edipovog i Elektrinog kompleksa, kao i blagovremena identifikacija sa istospolnim roditeljem, vodi zdravom prihvatanju sopstvene seksualnosti.
Pojedinci fiksirani na ovu fazu razvoja imaju problema sa usvajanjem vlastite polne uloge, odnosno seksualnog identiteta. Posledice toga po Sigmundu Frojdu su transseksualnost, transvestitizam i homoseksualizam.

### Faza latencije
Faza latencije u psihoseksualnom razvoju, traje od šeste ili sedme do 11 ili 12 godine života, i po Frojdu je, period mirovanja, u kome dete polazi u školu, širi svoj životni i iskustveni prostor, počinje suočavanje sa realnošću i privikava se na vanporodično okruženje. Ova faza zapravo traje do onog časa kad počinju da se bude prvi seksualni hormoni u pubertetu. U ovoj fazi nema interesovanja za osobe suprotnog pola, dečaci se druže sa dečacima, devojčice sa devojčicama.
U ovoj fazi dete pokušava uspostaviti socijalne odnose i posvetiti se procesu učenja. Ukoliko je u tome uspešno, kod njega se može razviti visoko
samopoštovanje, ili samopouzdanje. U suprotnom, dete muči osećaj inferiornosti i izolacije.

### Genitalna faza
Genitalna, ili poslednja faza psihoseksualnog razvoja, koja traje od 11 ili 12 godine pa nadalje, povezana je sa razvojem zrele ličnosti i njenim uspešnim ulaskom u svet odraslih.
Libido prestaje da bude narcistički i počinje da se vezuje za suprotni pol. Nagoni opet postaju aktivni, dovršava se i dentifikacija sa polnom ulogom i sopstvena seksualnost postaje stabilnija i zrelija.
U genitalnoj fazi, dok se detetova energija još jednom fokusira na sopstvene genitalije, njegovo interesovanje se pretvara u heteroseksualne odnose. Ukoliko dete ulaže manje energije u nerešene psihoseksualne događaje, veći je njegov kapacitet za razvijanje normalnih odnosa sa suprotnim polom. Međutim, ako dete ostaje fiksirano, naročito na falusnom nivou, njegov razvoj će biće narušen sve dok se bori sa daljim represijama i odbranom.
Ukoliko je dete (sada već adolescent) osujećeno ili deprivirano u ovoj fazi, kod njega se mogu javiti sledeći problemi:
- antisocijalno ponašanje,
- zavisnosti različite vrste,
- osećaj izolacije,
- neadekvatnosti i problemi koji imaju veze sa seksualnošću.

## Kritike Frojdove teorije
Sigmund Frojd (1856-1939) je verovatno najpoznatiji teoretičar kada je u pitanju razvoj ličnosti. Frojdove faze psihoseksualnog razvoja su, kao i druge zapravo samo teorijske faze, koje se završavaju po unapred određenom nizu i mogu rezultovati uspješnim završetkom ili zdravom ličnosti ili mogu rezultovati neuspehom, što dovodi do razvoja nezdrave ličnosti. Ova teorija iako je verovatno najpoznatija, ona je i najosporavanija, jer je Frojd verovao da se razvijamo kroz faze zasnovane na određenoj erogenoj zoni. Tokom svake faze, njeno neuspešno završavanje znači da dete postane fiksirano na toj određenoj erogenoj zoni i da se prekomerno ili manje pothranjuje kada on ili ona postane odrasla osoba.
Frojdova psihoseksualna teorija je danas u svetu kontroverzna i temeljno je kritikovana iz više razloga:
Prvo — iako su Frojdove faze vezane za decu, većinu teorije Frojd je zasnivao na svom radu sa uznemirenim odraslim osobama; i u stvari nikad nije radio sa decom.
Drugo — mnogi smatraju da je njegov rad bio previše usredsređen na ljudsku seksualnost, naročito njegovu fokusiranost na kompleks Edip i seksualnu želju dece za roditelje.
Neki kritičari Frojda veruju da sećanja i fantazije o zabludama iz detinjstva koje Frojd objavljuje nisu stvarna uspomena, nego konstrukcija onoga što je Frojd stvorio i to primenio na svojim pacijentima.
Konačno, pristalice feminističke teorije veruju da je Frojdova teorija seksistička, jer se preterano oslanjana na posmatranja iz muške perspektive (na primer, njegovo uverenje da su devojke razvile seksualni libido „zbog zavisnosti od penisa”).

## Literatura
- Freud, Sigmund (2013). Esquema del psicoanálisis. стр. 133—209. ISBN 978-950-518-599-3.. Obras completas (José Luis Etcheverry, trad.). XXIII - Moisés y la religión monoteísta, Esquema del psicoanálisis y otras obras (1937-1939). Buenos Aires: Amorrortu Editores. .
- Selman Repišti Psihologija ličnosti: Teorija i empirija. 2015. ISBN 978-9940-9495-3-2., Izdavač: Autorsko izdanje, Podgorica.
- Ajeesh, P.; Pradeep, C. (2013). „Personality characteristics of men and women volleyball players”. International Journal of Social Science & Interdisciplinary Research. 2: 79—85..

## Spoljašnje veze
- Frojdove psihoseksualne faze razvoja. (језик: енглески)
- Nagera, Humberto, ур. (2014). „Latency (pp. 20ff.)”. Basic Psychoanalytic Concepts on the Libido Theory. Abingdon-on-Thames: Routledge. ISBN 978-1-317-67038-4.
- Felluga, Dino. „Modules on Freud: On Psychosexual Development”. Introductory Guide to Critical Theory. West Lafayette, Indiana: Purdue University College of Liberal Arts. Архивирано из оригинала 06. 08. 2018. г. Приступљено 27. 10. 2018.
- A short feminist critique of Freud's stages Архивирано на веб-сајту  (21. септембар 2016).

|  | Molimo Vas, obratite pažnju na važno upozorenje u vezi sa temama iz oblasti medicine (zdravlja). |